# Бодяк западный
Бодяк западный (лат. Carduus occidentalis) — колючее травянистое растение; вид рода Бодяк (Carduus) семейства Астровые (Asteraceae). Произрастает в западной части Северной Америки.

## Описание

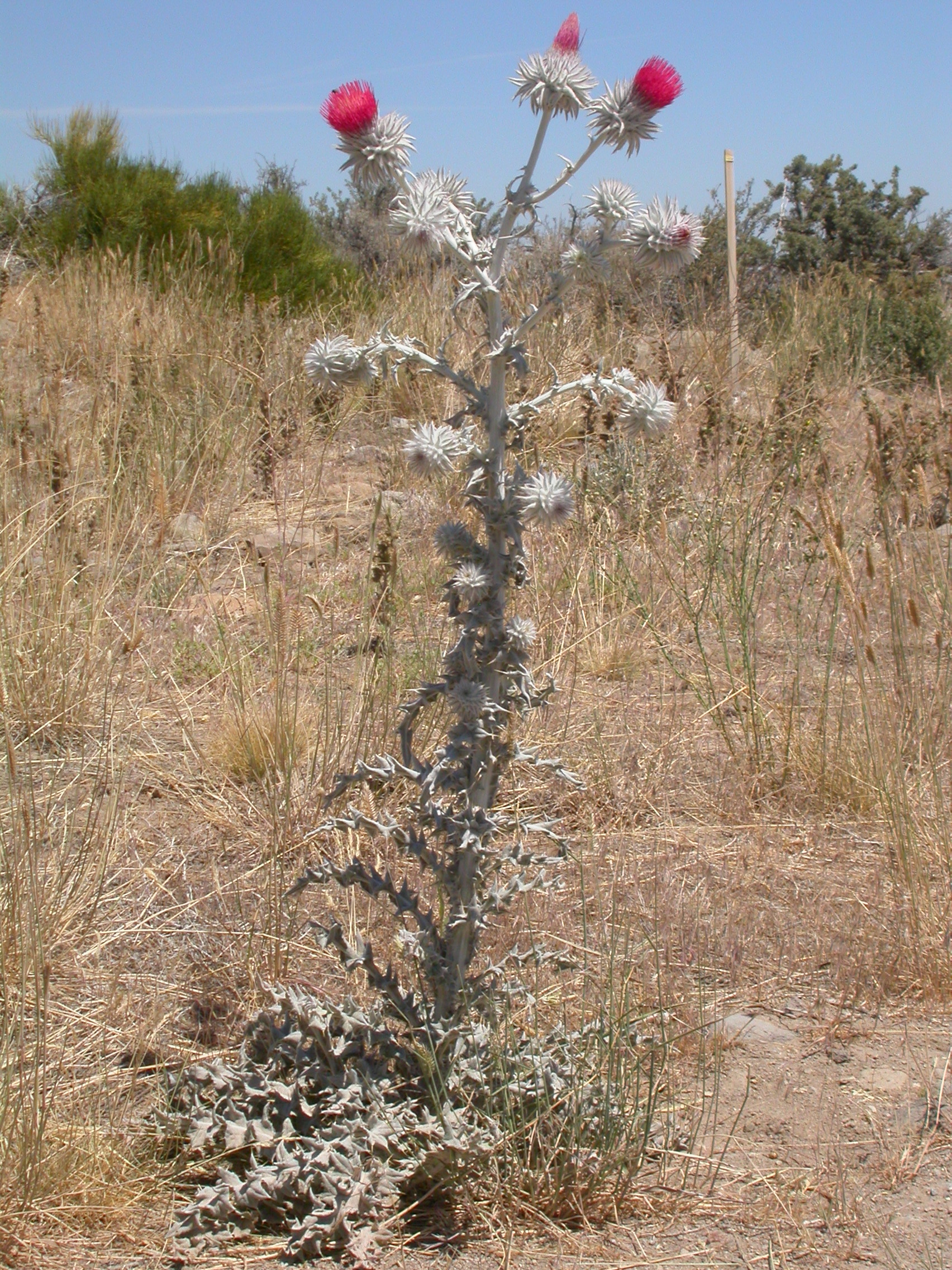
Cirsium occidentale candidissimum. Общий вид.

Бодяк западный — двулетнее растение, формирующее стержневой корень. Растение может достигать в высоту 3 м. Листья от тусклого серо-зелёного цвета до ярко-беловатого благодаря покрывающим волоскам. Листья у основания самые крупные до 0,5 м шириной. Черешки крылатые и колючие, листья зубчатые окантованы треугольными лопастями.
Соцветие расположено в верхней части беловатого стебля содержит от одной до нескольких цветочных головок (антодиев). Сферическая цветочная головка может превышать в диаметре 8 см, покрыта крупными прицветниками с очень длинными широкорасставленными шипами, переплетёнными паутиноподобными волокнами. 
Цветки могут быть от белого цвета до кроваво-красного и до оттенков фиолетового. Головки открываются асинхронно, что, возможно, повышает вероятность опыления.

## Распространение
Растение широко распространено в большей части Калифорнии: на её хребтах, долинах и в пустыне Мохаве; в западной части нагорья Большого бассейна в западной Неваде, в южном Орегоне и юго-западном Айдахо. В отличие от многих интродуцированных видов чертополохов, бодяк западный не является сорняком.

## Экология
Бодяком западным питаются гусеницы таких бабочек, как Phyciodes orseis, Phyciodes mylitta и репейница.

### Разновидности
Вид включает несколько разновидностей, различающихся по форме и ареалу:
- Cirsium occidentale var. californicum
- Cirsium occidentale var. candidissimum[8]
- Cirsium occidentale var. compactum — низкорослый эндемик, встречающийся только в области залива Сан-Франциско и на побережье центральной Калифорнии
- Cirsium occidentale var. coulteri
- Cirsium occidentale var. lucianum — эндемик хребта Санта-Лючия
- Cirsium occidentale var. occidentale
- Cirsium occidentale var. venustum[9]